# Mistshenkoana nigrifrons
Mistshenkoana nigrifrons är en insektsart som beskrevs av Andrej Vasiljevitj Gorochov 2007. Mistshenkoana nigrifrons ingår i släktet Mistshenkoana och familjen syrsor. Inga underarter finns listade i Catalogue of Life.